# Shandong Heavy Industry Group
Shandong Heavy Industry Group Company Limited (кит. 中国重型汽车集团有限公司, рус. Шаньдунская группа тяжёлой промышленности) — китайская государственная холдинговая компания по производству строительной техники, грузовых автомобилей, автобусов и двигателей. Контрольный пакет акций принадлежит SASAC, штаб-квартира расположена в городе Цзинань.

## История
Shandong Heavy Industry Group основана в 2009 году в результате слияния компаний Weichai Holding Group, Shandong Construction Machinery Group и Shandong Auto Industrial Group.
В августе 2012 года Shandong Heavy Industry Group приобрела за 116 миллионов евро 75 % акций итальянского производителя яхт Ferretti Group (англ.). В том же году Shandong Heavy Industry Group через свою дочернюю компанию приобрела за 467 миллионов евро 25 % акций немецкого производителя вилочных погрузчиков KION Group (англ.) и за 271 миллион евро 70 % акций гидравлического бизнеса KION Group.
В октябре 2019 года Shandong Heavy Industry Group стала контролирующим акционером Sinotruk Group, приобретя 45 % акций.

## Дочерние компании
В Shandong Heavy Industry Group входят: производитель двигателей Weichai Holding Group, производители дорожных машин Shantui и Weichai Lovol Heavy Industry, производитель грузовиков Sinotruk Group, производитель яхт Ferretti Group, производитель автобусов Yaxing Coach (англ.).
- Погрузчик Lovol
- Трактор Lovol